# Philipp Ott
Philipp Ott (* 1985 in Bamberg) ist ein deutscher Opernsänger (Tenor).

## Leben
Nach seiner Gesangsausbildung in Bamberg bei der Altistin Astrid Schön studierte Ott zunächst ab 2009 Gesangspädagogik an der Hochschule für Katholische Kirchenmusik und Musikpädagogik Regensburg, wechselte dann jedoch an die Folkwang Universität der Künste in Essen, wo er seine Ausbildung im Hauptfach Gesang/Musiktheater 2014 erfolgreich abschloss. Zu seinen Lehrern gehörte u. a. Jan-Hendrik Rootering. Ab 2016 absolvierte Ott ein Masterstudium.
Während seines Studiums übernahm er bereits einige Hauptrollen im Rahmen von Hochschulproduktionen. Er sang u. a. Il Tinca in Il tabarro von Giacomo Puccini, Rodolfo in La Bohème und den Chevalier de la Force in Dialogues des Carmélites von Francis Poulenc.
Im Sommer 2014 gab er sein offizielles, professionelles Opern-Debüt am Theater Hagen in Albert Lortzings Oper Undine in der Rolle des Hugo von Ringstetten. Im Juni 2015 sang er bei der StadtOper Soest den Don Ottavio in Don Giovanni.
Ott trat auch als Konzert- und Liedsänger hervor. Im Dezember 2014 sang er in der Bamberger Erlöserkirche im Magnificat für Soli, Chor und Orchester von Carl Philipp Emanuel Bach. Im Februar 2015 sang er in Bamberg erstmals Franz Schuberts Liederzyklus „Die schöne Müllerin“. Im Juli 2015 sang er die Tenor-Partie im Requiem von Antonín Dvořák. Im Sommer 2016 übernahm er erstmals die Tenor-Partie im Requiem von Giuseppe Verdi.
Im Oktober 2017 war er in der Bamberger Erlöserkirche Tenor-Solist beim Festgottesdienst zum Reformationstag.